# Всероссийский молодежный оркестр национальных инструментов
Всероссийский молодёжный оркестр национальных инструментов — постоянно действующий коллектив-академия, созданный в 2022 году. Оркестр организован Санкт-Петербургским государственным учреждением культуры «Петербург-концерт» и фондом содействия развитию музыкальной культуры «Орнамент». Сокращённое наименование — #ВСЕОНИ.

## История
Цель проекта «Всероссийский молодёжный оркестр национальных инструментов» — сохранение и развитие национальных культурных традиций России. Базу оркестра составляют исполнители на национальных инструментов народов Российской Федерации и соседних государств: балалайки, белорусские цимбалы, а также традиционные музыкальные инструменты фортепиано, флейта, ударные, ксилофон, домбра, баян. Уникальным является включение в состав оркестра исполнителей на редких музыкальных инструментах: карельская кантеле, осетинская гармоника, башкирские курай и кыл-кубыз, монгольский морин хуур.
В оркестре служат молодые музыканты в возрасте от 15 до 27 лет, отобранные на конкурсной основе. Участие в отборе могут принимать граждане Российской Федерации, а также граждане стран Таможенного союза Евразийского экономического союза, обучающиеся в учебных заведениях на территории РФ и имеющие прописку или временную регистрацию по месту жительства на территории Российской Федерации. Порядок отбора опубликован на официальной странице коллектива. В сезоне 2022-2023 года в состав коллектива вошли 85 музыкантов из двадцати восьми регионов России, а также из Монголии, Республики Беларусь и Абхазии.
Первый концерт коллектива состоялся 10 ноября 2022 года в Большом зале Санкт-Петербургской государственной филармонии имени Д.Д. Шостаковича. Сезон 2023 года открылся выступлением на сцене Концертного зала имени П. И. Чайковского, Московской филармонии.

## Дирижёры и солисты
С момента создания оркестра художественным руководителем и дирижёром является Андрей Долгов.
С оркестром сотрудничают:
- альтист Сергей Полтавский,
- композитор, аранжировщик, мультиинструменталист Сергей Клевенский,
- исполнительница на цимбалах Вероника Прадед, Беларусь,
- балалаечник Константин Захарато,
- солист-контрабас-балалаечник, заслуженный артист России Михаил Дзюдзе,
- художественная декламация заслуженный артист России Андрей Мерзликин,
- исполнитель на морин-хуур Энх-Амгалан Бямбажав, Монголия,
- дирижёры Евгений Алешников (Белгород) и Антон Жуков (Калининград).

## Репертуар
В репертуаре оркестра композиции классических композиторов Бела Барток, Модеста Мусоргского, Сергея Рахманинова и современных авторов Владимира Курьяна, Александра Рогачёва, Екатерины Хмелевской, Антона Танонова, Шатара Улзийбаяра, Александра Чайковского.
В 2023 году оркестром исполнена мировая премьера композиции Алексея Чернакова "Глас народный".